# Persécution des musulmans en Birmanie
La persécution des musulmans en Birmanie accentue le conflit déjà répandu et le massacre des musulmans par les bouddhistes. L’Organisation des Nations unies (ONU) a reconnu que les musulmans de Birmanie sont privés de leur citoyenneté par le gouvernement du pays en tant que « minorité religieuse exposée à l'oppression la plus inhumaine du monde » et plusieurs fois, l’ONU a dénoncé un « nettoyage ethnique » en Birmanie. En effet, le gouvernement birman nie la citoyenneté aux musulmans et les appelle des « immigrants clandestins du Bangladesh ».

## Persécution des musulmans

### Années 1930-1938
Après la domination britannique en Birmanie en 1886, des musulmans indiens et bengalis viennent dans le pays et, en 1921, près d'un demi-million de musulmans indiens s'y installent. Cette immigration et le développement de grandes entreprises commerciales provoquent un mécontentement entre les habitants du pays et les nouveaux arrivants. Au cours des années 1930 à 1938, des représailles nombreuses surviennent contre les immigrants indiens. Pendant la Seconde Guerre mondiale, lors du retrait des troupes britanniques et l'arrivée des troupes japonaises en Birmanie, les bouddhistes attaquent les quartiers musulmans d'Arakan, tuant des milliers de musulmans.

### 1938
En 1938, après une augmentation de la violence contre les musulmans, 204 personnes sont tuées, quelque 1000 blessées et 113 mosquées sont détruites.

### 1948
Avec la présence des Japonais en Arakan, les musulmans de cette région se sont opposés aux Japonais et travaillaient avec les Britanniques. Après que les forces britanniques ont gouverné l'Arakan de 1945 à 1948, lorsque la Birmanie devient indépendante, l'administration des affaires régionales est alors largement réservée aux musulmans. Les musulmans d'Arakan demandent à Muhammad Ali, le chef des musulmans en Inde, d'accepter le Rakhine au sein du Pakistan. Cette histoire amène le gouvernement indépendant de Birmanie, après son accession au pouvoir en 1948, à persécuter les musulmans, en particulier dans le district d'Arakan.

### 1962
Le gouvernement interdit le hajj en 1962. Sous la pression du gouvernement, plus d'un demi-million des musulmans birmans émigrent au Bangladesh, en Inde, au Pakistan, en Malaisie, en Thaïlande, à Singapour, aux Émirats arabes unis, en Arabie saoudite et dans d'autres pays. Le gouvernement birman exerce un fort contrôle sur les activités des mosquées. Les statistiques du mariage et la volonté des gens pour la célébration de l'Aïd al-Adha, ainsi que le nombre des gens qui étudient le Coran dans les mosquées est rapporté au gouvernement. The Sunday Times rapporte que l'armée prévoit d'envoyer des bouddhistes dans l'État d'Arakan, dans l'ouest du Myanmar, qui était musulman dans le passé.

### 2001
Le 15 mai 2001, de nouvelles attaques contre les musulmans ont lieu. 200 musulmans sont tués, 11 mosquées sont détruites et environ 400 maisons sont brûlées. Le même jour, 20 musulmans qui priaient dans une mosquée sont tués.

### 2012
La violence contre les musulmans dans la région commence en 2012 après que 11 musulmans sont tués par l'armée du Myanmar et qu'un groupe bouddhiste a attaqué un bus musulman (un bouddhiste trouve également la mort dans ces attaques), des opérations menées en représailles du viol collectif d'une jeune fille bouddhiste par trois personnes de confession musulmane le 28 mai 2012. Dans une telle situation, les bouddhistes brûlent plus de 2 000 maisons résidentielles occupées par les musulmans et déplacent plus de cent mille personnes en attaquant les régions musulmanes.

### 2016-2017
Plusieurs mosquées sont détruites dans diverses villes en 2016. Plus tard dans l'année, les bouddhistes, avec l'armée, lancent des attaques contre les musulmans. Face à ces attaques, des milices armées rohingya se forment, telles que l'Armée du salut des Rohingya de l'Arakan (ARSA), en octobre 2016 et attaquent des postes-frontières, bureaux de police etc., au nom de la défense des droits bafoués de la minorité musulmane rohingya, ce qui entraîne des représailles violentes de l'armée.
Environ 27 400 musulmans Rohingya fuient au Bangladesh au cours de la dernière semaine d'août 2017 en raison de la violence au Myanmar, et 20 000 personnes se rassemblent dans une région entre les deux pays, en dehors de leurs souverainetés respectives, rapporte Reuters le 31 août, selon les sources de l'ONU. L'armée et la police du Myanmar soutiennent les bouddhistes radicaux. En raison des attaques de l'armée du Myanmar sur les villages où les musulmans Rohingyas se sont installés en septembre 2017, ils brûlent des maisons de musulmans en exerçant une pression à travers le meurtre des hommes et la capture et même le viol des femmes et des filles. Ils les forcent ainsi à se déplacer obligatoirement au Bangladesh. À la fin du mois d’août, l’armée birmane lance une vaste opération dans l’État de Rakhine (Arakan), après l’attaque d’une trentaine de postes de police par des rebelles de l'ARSA le 25 août 2017, qui coûte la vie à 71 personnes. Après dix jours de violences, qui font près de 400 morts, quelque 87 000 Rohingya ont fui au Bangladesh voisin. Aung San Suu Kyi, qui est détenue puis assignée à résidence par la junte birmane au pouvoir jusqu’en novembre 2010 et qui est aujourd'hui la dirigeante de facto du pays, n’a en effet pas condamné les exactions commises contre les Rohingya.
Fin juillet 2018, le Haut Commissariat des Nations unies pour les réfugiés estime que 723 000 Rohingya ont fui la Birmanie pour le Bangladesh depuis le 25 août 2017, principalement en 2017.
En août 2018, un rapport de l'ONU accuse l'armée de Myanmar de génocide, de crimes de guerre et de crimes contre l'humanité contre les Rohingya. Les enquêteurs de l'ONU font état de meurtres en masse, d'esclavage, de viols collectifs, de violences contre les enfants, de déportations et d'incendies volontaires de villages dans les États de Rakhine, Shan et Kachin. La présidente Aung San Suu Kyi est aussi critiquée dans ce rapport pour ne pas avoir cherché à arrêter le génocide.
Début septembre 2018, la Cour pénale internationale déclare être compétente pour enquêter sur la déportation des Rohingya. La Birmanie n'est pas signataire du Statut de Rome donc la CPI ne peut enquêter sur les persécutions en Birmanie, mais le Bangladesh, où les Rohingya se sont réfugiés, est signataire du traité et la CPI peut donc enquêter sur la déportation.
Fin septembre 2018, la Chambre des communes du Canada vote à l'unanimité un texte qui qualifie de génocide la persécution des Rohingya en Birmanie depuis 2016. La Chambre des communes demande au Conseil de sécurité de l'ONU de porter l'affaire devant la Cour pénale internationale.
En novembre 2019, la Gambie, au nom de l'Organisation de la coopération islamique, dépose une plainte auprès de la Cour internationale de justice contre le Myanmar pour des crimes de génocide à l'encontre des Rohingya.

## Réactions internationales
- Malala Yousafzai, la jeune Pakistanaise Prix Nobel de la paix 2014, a critiqué, lundi 4 septembre, son homologue birmane, Aung San Suu Kyi, pour son silence dans le drame des Rohingya, une minorité musulmane vivant en Birmanie et persécutée par le pouvoir. Elle a dit : « Chaque fois que je regarde les informations, j’ai le cœur brisé face aux souffrances des musulmans rohingya de Birmanie[19]. »